# 春林軒

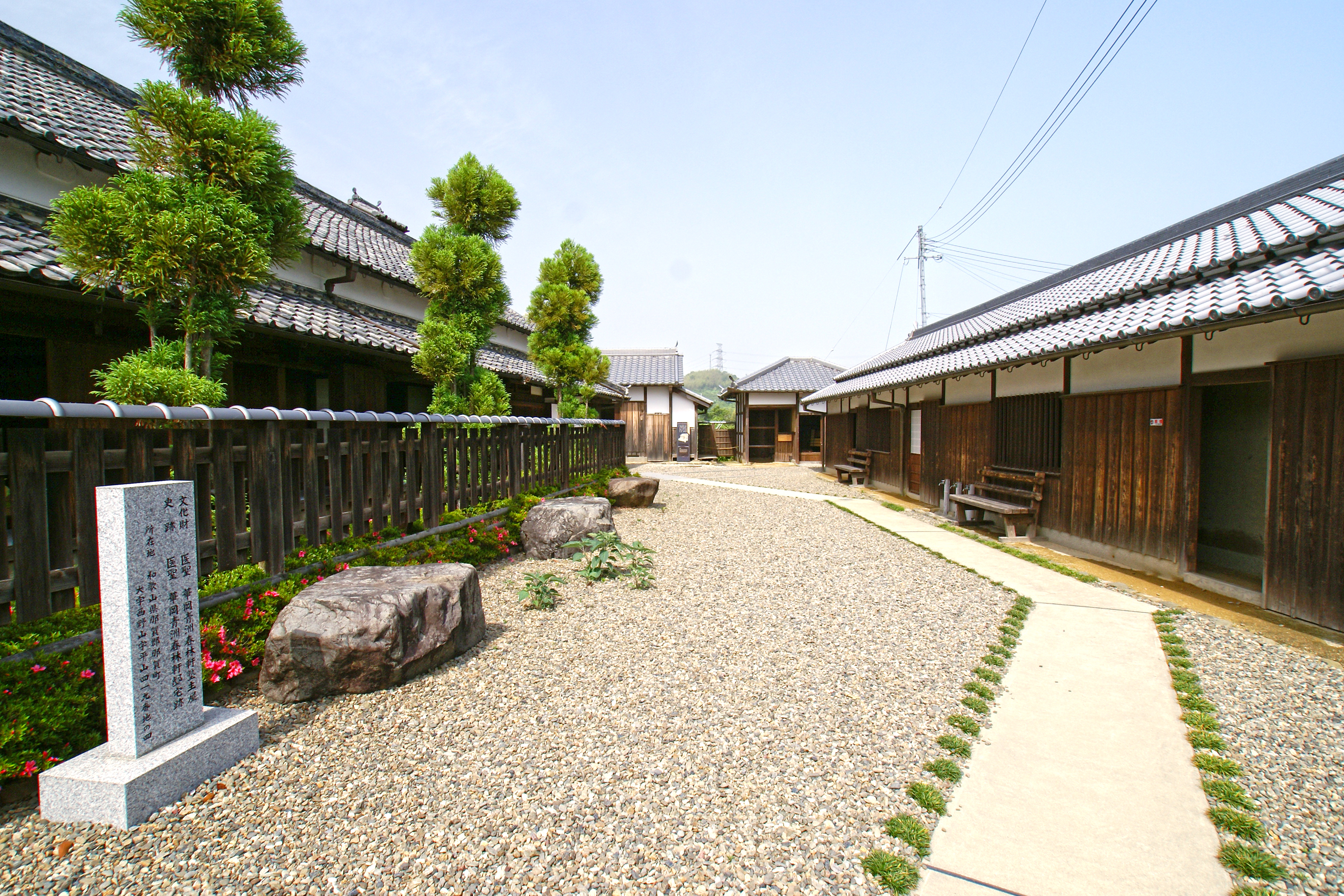
主屋（左）、南長屋（右）

春林軒（しゅんりんけん）は、現在の和歌山県紀の川市にあった、江戸時代の医学者華岡青洲の住居兼病院・医学校。春林軒塾や楽水堂とも呼ばれる。また、後に大坂の中之島にも分校の「合水堂」が建設され、青洲の弟で同じく医者の華岡鹿城が運営を任されていた。

## 医学校としての春林軒

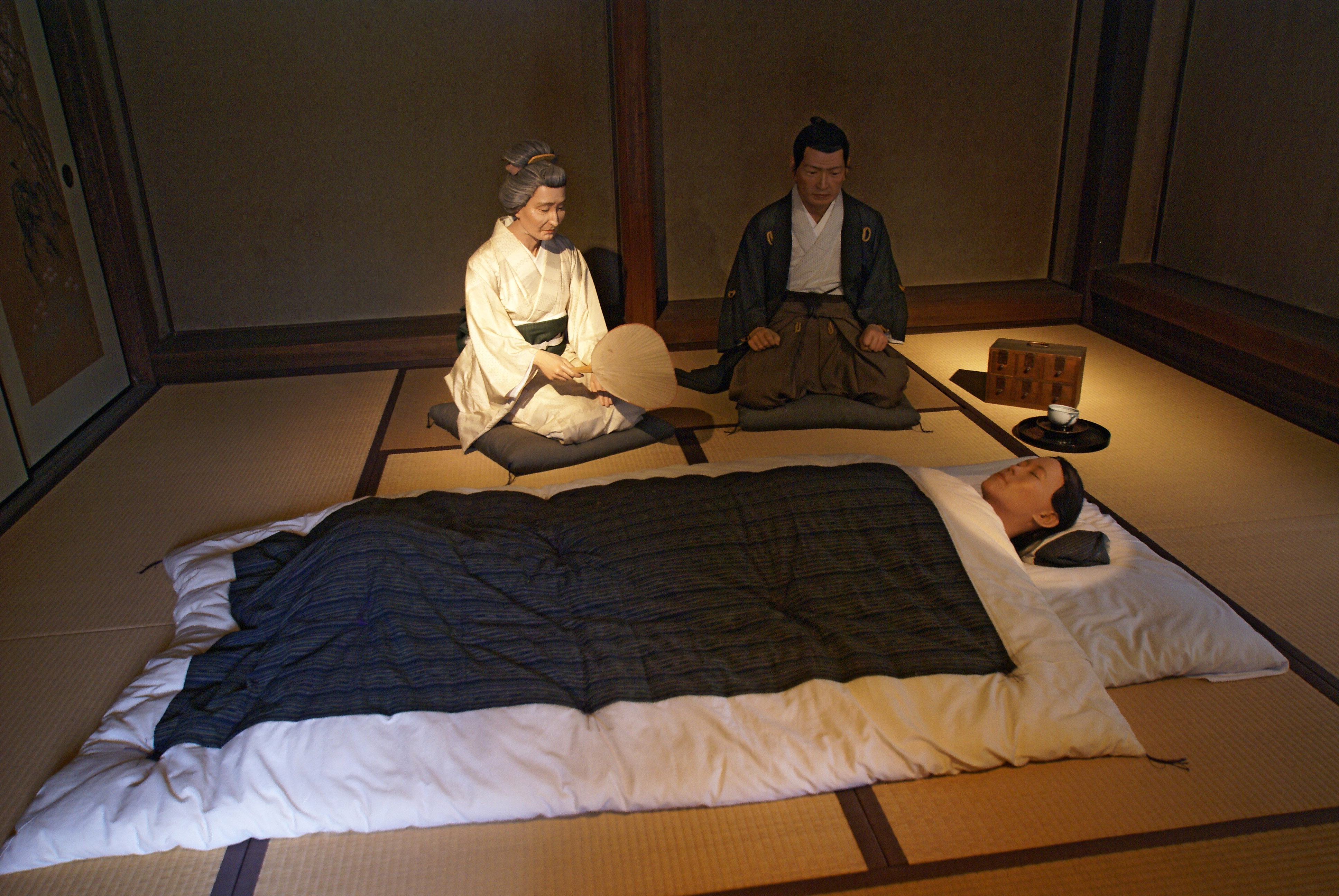
主屋奥居間

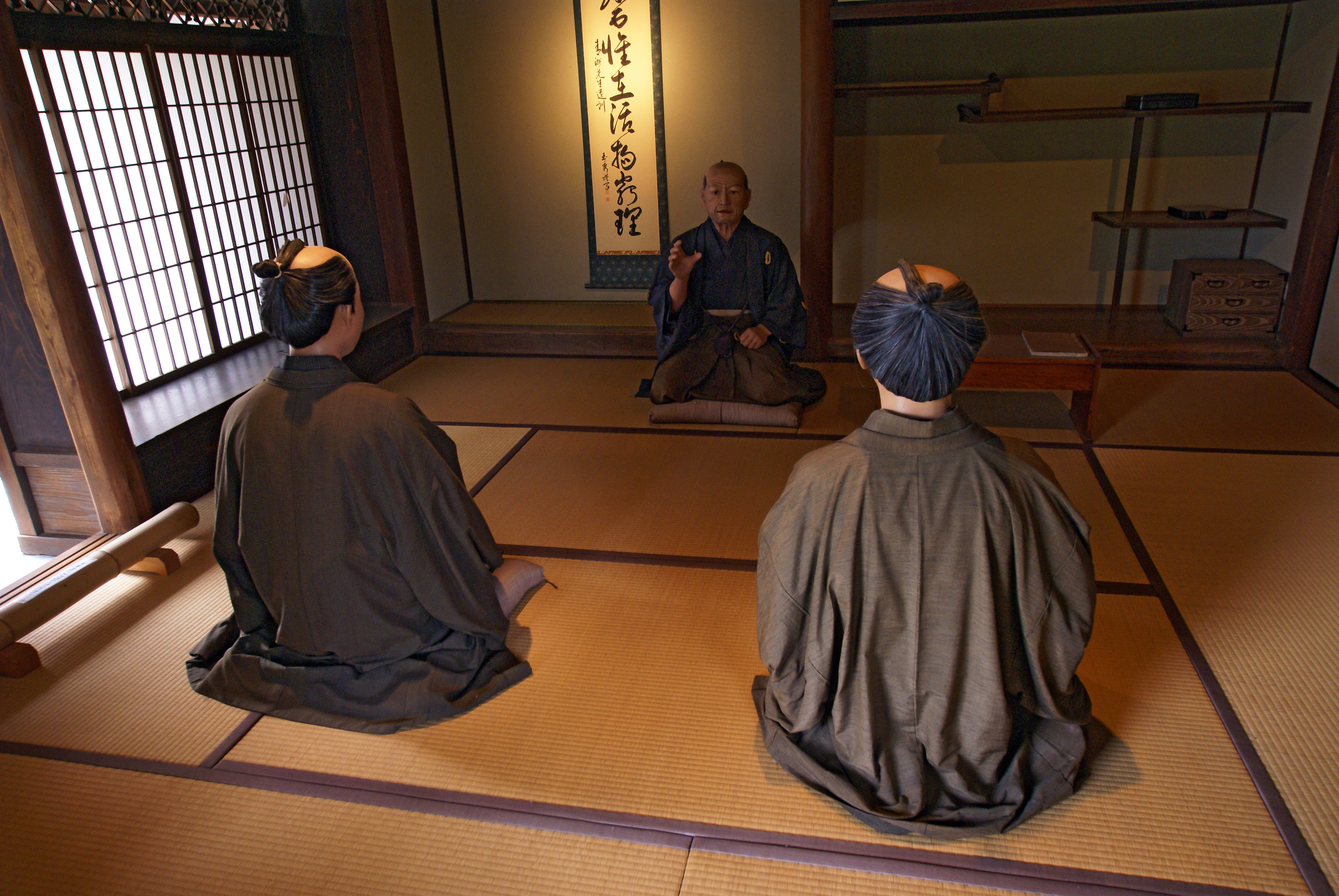
主屋客室

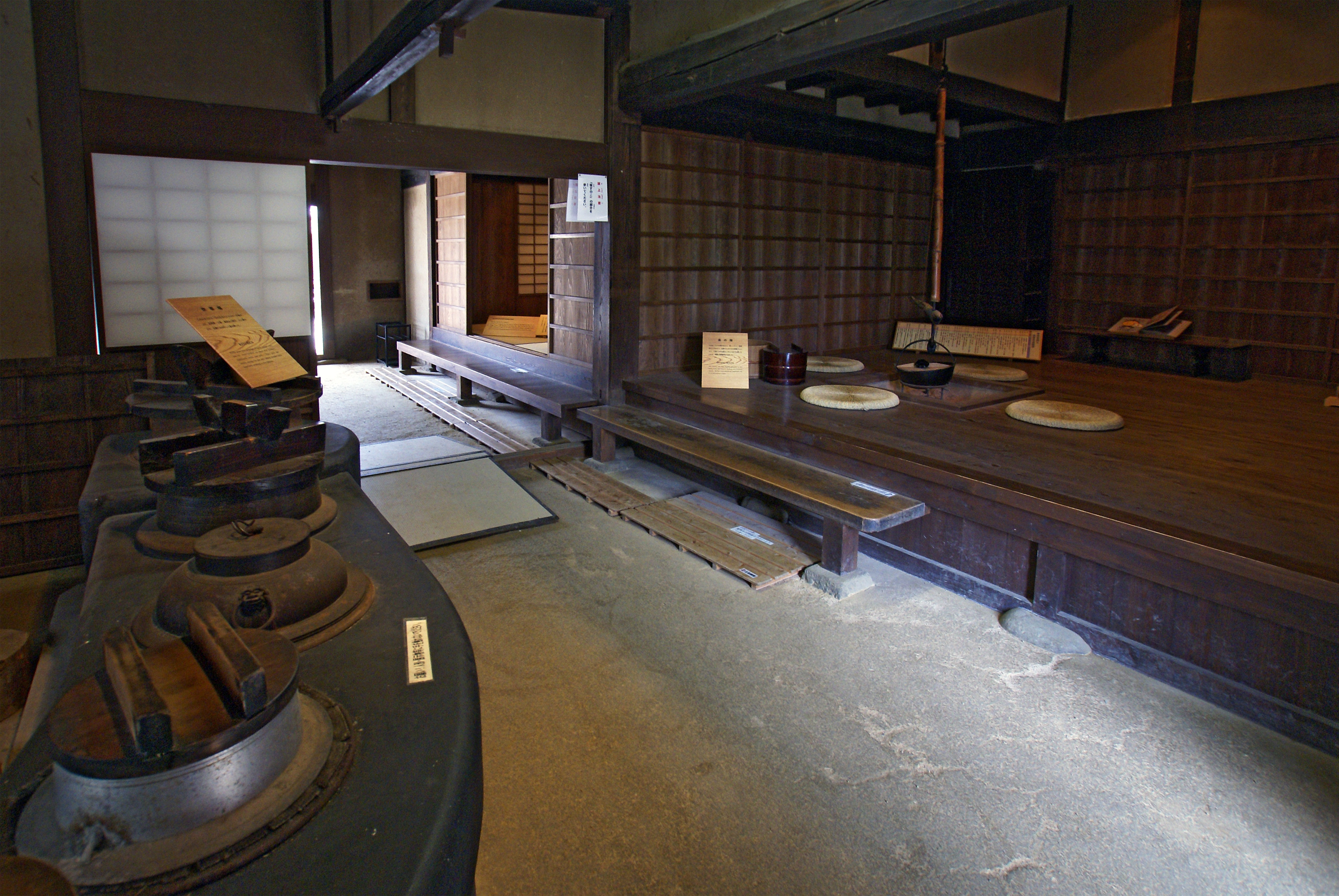
主屋炊事場

文化元年（1804年）世界初の全身麻酔手術を成功したことで華岡青洲の名声は広まり、全国から多くの患者と入門希望者が次々に集まった。しかし、彼ら入門希望者を迎え入れて育成するためには、それまでの建坪20坪余りの住居兼診療所では手狭であったため、青洲は建坪220坪の住居兼病院・医学校を新たに建設した。これが「春林軒」である。
ここから輩出された門下生は1,033名、大坂・中之島に作られた分校「合水堂」門下生を含めると2,000名を超え、彼らによって華岡流外科医術が日本全国に広められた。

### 門下生
- 原右膳（原順吾）[1]：吉益家門人ののち、華岡青洲・春林軒門人となる。
- 松山棟庵
- 石坂桑亀（合水堂門人）
  - 以下、秋田藩の医師
- 藤井貞民
- 内藤南省
- 神保玄察
- 北島元養

## 建物
- 主屋 - 青洲の時代の建物で、住居・診察室・手術室・講義部屋として使用されていた。大正12年（1923年）に新しい所有者によって粉河町に移築されたが、平成9年（1997年）に現在地に戻された。
- 蔵 - 青洲の時代の建物。
- 門下生住居棟、病棟、薬調合所、用務室、米倉、看護婦棟、物置 - 調査資料に基づいて1997年に復元。

現在は和歌山県紀の川市にある青洲の里の中核施設、青洲と春林軒を紹介する博物館施設として公開されている。江戸時代建築の主屋・蔵と調査資料に基づいて復元された南長屋や病室をはじめとする建造物群で構成され、館内では人形や映像で当時の春林軒の様子が再現されている。

## 建築概要
- 竣工 - 文化年間（1804年～1818年）中期から後期
- 構造 - 木造
- 敷地面積 - 1,614m2
- 延床面積 - 8棟533m2
- 所在地 - 〒649-6604 和歌山県紀の川市西野山473

## イベント
- 青洲まつり - 毎年10月下旬に開催される紀ノ川市主催の祭事。旧名手宿本陣から青洲の里までの間で執り行われる「青洲時代行列」をはじめ、劇団華岡青洲による演劇、青洲うまいもん横丁など。

## 利用情報
- 休館日 - 毎週火曜日（祝日の場合は翌日）、年末年始
- 所在地 - 〒649-6604　和歌山県紀の川市西野山473

## 交通アクセス
- 和歌山線（JR西日本）名手駅下車 徒歩20分

## 周辺情報
- 青洲の里 - 春林軒、フラワーヒルミュージアム、華岡青洲顕彰記念公園
- 旧名手宿本陣 - 華岡青洲の妻加恵の実家、国の重要文化財3棟、国の史跡
- 粉河寺 - 西国三十三所、国の重要文化財4棟
- 十禅律院